# Гурко, Алексей Сергеевич
Алексей Сергеевич Гурко (бел. Аляксей Сяргеевіч Гурко; род. 26 июня 1987, Минск) — белорусский футболист, полузащитник, и тренер.

## Клубная карьера
Воспитанник минского СДЮШОР-5. Начинал карьеру в дублях столичных клубов «Торпедо-СКА» и «Дарида», в составе последней выходил в основном составе. В 2009 году перешёл в микашевичский «Гранит», но выступал только за дубль, а вскоре оказался в составе «Руденска», с которым выиграл Вторую лигу. Сезон 2010 начал в составе гродненского «Немана», а затем перешёл в «Городею», с которой снова выиграл Вторую лигу.
С 2011 по 2013 года выступал за различные клубы Первой лиги, в 2014 году — во Второй лиге за «Белиту-Витэкс» из Узды. С 2015 года — игрок футбольного клуба «Клецк» (за исключением второй половины 2018 года, когда он выступал за «Узду»), а с 29 мая 2019 года стал его тренером. В 2020 году «Клецк» отказался от участия во Второй лиге.
В сезоне 2022 выступал за минский «Трактор».

## Достижения

### «Руденск»
- Чемпион Второй лиги Белоруссии: 2009

### «Городея»
- Чемпион Второй лиги Белоруссии: 2010